# Podiceps taczanowskii
Lo svasso della Puna (Podiceps taczanowskii Berlepsch & Stolzmann, 1894) è un uccello della famiglia Podicipedidae, endemico del Perù.

## Distribuzione e habitat
L'areale di questa specie è ristretto alle acque del Lago Junín, nel Perù centro-occidentale; esso è interamente protetto all'interno della Riserva nazionale di Junín.

## Conservazione
La Lista rossa IUCN classifica Podiceps taczanowskii come specie in pericolo critico di estinzione (Critically Endangered).